# Pulo do Lobo
A Pulo do Lobo egy földrajzi tartomány, az Ibériai középhegység (Macizo Ibérico) Délportugál zónájában Spanyolország és Portugália között. Délkeleti széle nagyjából El Pico és az Odiel (római nevén: Luxia)-Escalada-Chanza forrásválasztójánál, nyugati széle a Sado folyónál van, nevét a Mértola közelében lévő vízesésről kapta.

## Belső folyói
A Pulo do Lobo keleti belső folyója a Chanza, a nyugati belső folyó az Oeiras. Mindkettő a Guadiana - portugálul: Odiana - mellékfolyója, a Chanza határfolyó.
A Pulo do Lobo vidékét középen a Guadiana folyó vágja át, aminek portugálul Odiana a neve. Számos tekintetben az Ibériai-félsziget legfőbb, például 744 km-rel leghosszabb folyója, Madridtól délre a Spanyolországot és Portugáliát elválasztó leghosszabb határfolyó. A Guadiana e szakaszától Spanyolország felé Mértola és a Chanza torkolata felett lehet átkelni.

## Története
A Pulo do Lubo vidéke a legteljesebb, leggazdagabb vidék a neandervölgyi kortól a paleoibér leletekig az egész félszigeten. A terület különösen jó adottságait 4 évszázadon át a rómaiak is kihasználták.
Pulo do Lubo a római korban Lusitania és Baetica fontos közlekedővidéke volt, ennek oka, hogy az édesvízben bő, dombos vidék, bányászatra és egy teljes mezőgazdaság üzemeltetésére is alkalmas vidék, különösen a Castro Verde környéke, ahonnan több, mint 20 római kori feldolgozó épület maradt fent.
A vizigót időkből a félsziget többi részéhez hasonlóan a teltek, a reconquista után viszont a 12. század fontos szerepet játszott az önálló portugál állam kialakulásában, mely a 16. és 19. században két közigazgatási reformot kapott. Ma Baixa-Altentejo, azaz a Tejo (spanyolul Tajo) folyón túli terület "alsó", déli része.